# Buenavista del Monte
Buenavista del Monte är en ort i Mexiko.   Den ligger i kommunen Cuernavaca och delstaten Morelos, i den sydöstra delen av landet, 60 km söder om huvudstaden Mexico City. Buenavista del Monte ligger 1 945 meter över havet och antalet invånare är 910.
Terrängen runt Buenavista del Monte är huvudsakligen kuperad, men norrut är den bergig. Runt Buenavista del Monte är det mycket tätbefolkat, med 1 517 invånare per kvadratkilometer. Närmaste större samhälle är Cuernavaca, 8,5 km öster om Buenavista del Monte. I omgivningarna runt Buenavista del Monte växer huvudsakligen savannskog.